# La compagnia bianca
La compagnia bianca è un celebre romanzo storico scritto da sir Arthur Conan Doyle, riguardo alle vicende della realmente esistita Compagnia Bianca. Ambientato in Inghilterra e in Francia, il romanzo si colloca nell'anno 1366. 

## Trama
La storia inizia nell'abbazia cistercense di Beaulieu, nell'Inghilterra del sud. Quivi, l'abate Berghersh presiede un processo contro l'indisciplinato novizio John di Hordle, il quale viene bruscamente espulso dall'abbazia. Nel giro di poche ore, anche il giovane chierico Alleyne Edricson, cresciuto a Beaulieu, è costretto ad allontanarvisi, per trascorrere un anno nel mondo, come suo padre ha lasciato detto ai monaci prima di affidarlo a loro.
Alleyne è figlio di Edric, il feudatario di Minestead. Egli lasciò il ragazzo a Beaulieu affinché vi crescesse, affidando il feudo al figlio primogenito. Egli affronterà mille avventure, affiancato dallo stesso John di Hordle e dall'arciere Samkin Aylward. I tre avventurieri si uniranno al cavaliere sir Nigel Loring, capitano della Compagnia Bianca, e con lui andranno a combattere in Francia e in Spagna.